# Uriburu
Uriburu är en ort i Argentina.   Den ligger i provinsen La Pampa, i den centrala delen av landet, 500 km väster om huvudstaden Buenos Aires. Uriburu ligger 144 meter över havet och antalet invånare är 1 200.
Terrängen runt Uriburu är mycket platt. Runt Uriburu är det mycket glesbefolkat, med 2 invånare per kvadratkilometer.. Närmaste större samhälle är Anguil, 13,4 km väster om Uriburu.
Trakten runt Uriburu består till största delen av jordbruksmark.